# Piccola banana
Piccola banana är en mångfotingart som först beskrevs av Carl Graf Attems 1937.  Piccola banana ingår i släktet Piccola och familjen orangeridubbelfotingar. Inga underarter finns listade i Catalogue of Life.